# تشارلز أومان
إن السير تشارلز وليام شادويك أومان (بالإنجليزية: Sir Charles William Chadwick Oman) الذي يحمل لقب الفارس القائد (في الفترة من 12 يناير 1860 إلى 23 يونيو 1946) هو مؤرخ عسكري بريطاني ظهر في أوائل القرن العشرين. وبذل جهدًا رائدًا في إعادة تصوير حروب القرون الوسطى وتنقيتها من الروايات المجزّأة والمشوهة التي خلّفها المؤرخون. ويعد أسلوبه نوعًا من الدمج المعجز بين الدقة التاريخية والتوضيح العاطفي، وهذا ما يجعل سرده للأحداث - رغم استنادها إلى أبحاث متعمقة - فيه ما في الأدب القصصي من السلاسة والبساطة، ويظهر ذلك جليًا في كتابه تاريخ حرب شبه الجزيرة الأيبيرية (History of the Peninsular War). وبين الحين والآخر، تجد من يطعن في تفسيراته، لا سيما أطروحاته المنتشرة حول أن هزيمة القوات البريطانية لخصومهم في الحروب النابليونية كانت بسبب قوة السلاح وحدها. بينما يرى بادي جريفيث (Paddy Griffith) - وغيره من المؤرخين المتقدمين - أن انضباط المشاة البريطانية وتهافتهم على الهجوم كان له القدر نفسه من الأهمية.
ولد في منطقة مظفربور، في الهند، ووالده مزارع بريطاني، تعلم في جامعة أوكسفورد جامعة أوكسفورد، حيث تعلم على يد ويليام ستابس (William Stubbs). وفي عام 1881، اختير لنيل جائزة الزمالة في كلية أول سولز، وهناك أمضى بقية حياته المهنية.
واختير لمنصب زمالة سيشيل في مجال التاريخ الحديث بجامعة أكسفورد في عام 1905، خلفًا لـ مونتاجو بوروز (Montagu Burrows). واختير أيضًا ليكون زميل الأكاديمية البريطانية في العام ذاته، لشغل منصب رئيس الجمعية الملكية التاريخية (1917–1921) وجمعية العملات والمعهد الملكي للآثار.
وجاءت الحرب العالمية الأولى لتقطع حياته المهنية الأكاديمية، وأثناء هذه الفترة عمل في المكتب الإعلامي الحكومي ووزارة الخارجية.
وكان أومان ممثلاً لـ حزب المحافظين في مجلس العموم عن دائرة جامعة أوكسفورد من عام 1919 إلى 1935، ولقب فارسا في عام 1920.
وأصبح زميلاً فخريًا في نيو كوليج في عام 1936 وحصل على درجات فخرية وهي دكتوراه في القانون المدني (أكسفورد، 1926) ودكتوراه في القانون (من إدنبرة عام 1911 ومن كامبريدج عام 1927). وتُوفي في أكسفورد.
وأصبح اثنان من أبنائه مؤلفين وكتابًا. حيث كتب تشارلز الابن العديد من المجلدات حول الفضيّات البريطانية وأمثالها من البضائع المنزلية وعمل أمينًا لقسم الأشغال المعدنية في متحف فيكتوريا وألبرت، وكان له نشاط ملحوظ في جمعية الفنون الشعبية. أما الابنة كارولا فكانت لامعة في كتابة التراجم، لا سيما ترجمتها لـ نيلسون.[بحاجة لمصدر]

## الأعمال
- فن الحرب في القرون الوسطى (1885)
- «النظام الإداري الأنجلونورماندي والإنجفيني (1100–1265)»، في مقالات تمهيدية لدراسة التاريخ الدستوري الإنجليزي (1887)
- تاريخ اليونان من العصور القديمة وحتى موت الإسكندر الأكبر (1888، الطبعة السابعة 1900)
- وارويك صانع الملوك  (1891)
- قصة الإمبراطورية البيزنطية (1892)
- العصور المظلمة 476–918، الفترة الأولى من فترات التاريخ الأوروبي (1893؛ الطبعة الخامسة 1905)
- تاريخ إنجلترا (1895؛ الطبعة الثانية 1919)
- تاريخ فن الحرب في العصور الوسطى، المجلد الأول: ب.م. 378–1278 (1898؛ الطبعة الثانية 1924)
- تاريخ فن الحرب في العصور الوسطى، المجلد الثاني: ب.م. 1278–1485 (1898؛ الطبعة الثانية 1924)
- «ألفريد المحارب»، في ألفريد العظيم، ألفريد بوكر (Alfred Bowker)، طبعة (1899)
- عهد الملك جورج السادس، 1900-1925. توقع كُتب في عام 1763  (افتتاحية وملاحظات) (1763؛ أعيد نشره في 1899)
- إنجلترا في القرن التاسع عشر (1900)
- تاريخ حرب شبه الجزيرة الأيبيرية، المجلد الأول: 1807–1809 (1902)
- سبعة من رجالات الدولة الرومانية في الجمهورية الرومانية المتأخرة (1902)
- إنجلترا وحرب المئة عام، 1327–1485 ب.م. (1903?), رقم 3 كتيبات أكسفورد عن التاريخ الإنجليزي، تشارلز أومان.
- تاريخ حرب شبه الجزيرة الأيبيرية، المجلد الثاني: يناير 1809-سبتمبر 1809 (1903)
- "حرب شبه الجزيرة الأيبيرية، 1808–14"، في تاريخ كامبريدج الحديث، المجلد التاسع نابليون (1906)
- "الأيام المئة، 1815"، في تاريخ كامبريدج الحديث، المجلد التاسع نابليون (1906)
- «محاضرة افتتاحية عن دراسة التاريخ» (1906)، في محاضرات أكسفورد حول الدراسات الجامعية، 1906–1921 (1924)
- الثورة الكبرى في 1381 (1906)
- تاريخ إنجلترا منذ اعتلاء ريتشارد الثاني لسدة الحكم وحتى وفاة ريتشارد الثالث. (1377–1485) المجلد الرابع من التاريخ السياسي لإنجلترا (1906)، وليام هنت William Hunt وريجينالد بول Reginald Poole.
- تاريخ حرب شبه الجزيرة الأيبيرية، المجلد الثالث: سبتمبر 1809-ديسمبر 1810 (1908)
- تاريخ إنجلترا قبل غزو النورمان (1910؛ الطبعة الثامنة 1937)، المجلد الأول من تاريخ إنجلترا في سبعة مجلدات (1904–)، تشارلز أومان.
- تاريخ حرب شبه الجزيرة الأيبيرية، المجلد الرابع: ديسمبر 1810-ديسمبر 1811 (1911)
- ولنغتون في الجيش، 1809–1814 (1912)
- تاريخ حرب شبه الجزيرة الأيبيرية، المجلد الخامس: أكتوبر 1811-أغسطس 1812 (1914)
- نشوب حرب الفترة من 1914 إلى 1918: سرد يرتكز أساسًا على المستندات البريطانية الرسمية (1919)
- تاريخ حرب شبه الجزيرة الأيبيرية، المجلد السادس: سبتمبر 1812-أغسطس 1813 (1922)
- الزعيم البائس دسبارد ودراسات أخرى (1922)
- القلاع البريطانية (1926)
- "دوق ولنغتون"، في مبادئ سياسية عند بعض رؤساء الوزراء اللامعين في القرن التاسع عشر، حرره فوسي جون كوب هيرنشو (1926)
- دراسات في الحروب النابليونية (1929)
- تاريخ حرب شبه الجزيرة الأيبيرية، المجلد السابع: أغسطس 1813-أبريل 1814 (1930)
- العملات المعدنية في إنجلترا (1931)
- أحداث عشتها (1933)
- «ضرورة الإصلاح» (1933) (محاضرة عامة)
- تاريخ فن الحرب في القرن السادس عشر (1937)
- القرن السادس عشر (1937)
- حول كتابة التاريخ (1939)
- ذكريات حول أكسفورد الفيكتورية وبعض السنوات الأولى (1941)
- ليونز ميل (1945)

## وصلات خارجية
- Works written by or about Charles William Chadwick Oman at ويكي مصدر